# María León (attrice)
María León Barrios (Siviglia, 30 luglio 1984) è un'attrice spagnola, vincitrice nel 2011 del premio Goya come miglior attrice rivelazione e del premio Concha de Plata alla migliore attrice per il film La voz dormida.
Sorella di Paco León.

## Filmografia

### Cinema
- Fuga de cerebros, regia di Fernando González Molina (2009)
- La voz dormida, regia di Benito Zambrano (2011)
- Carmina o revienta, regia di Paco León (2012)
- Carmina y amen, regia di Paco León (2014)
- Rey gitano, regia di Juanma Bajo Ulloa (2015)
- Los miércoles no existen, regia di Peris Romano (2015)
- Cuerpo de élite, regia di Joaquín Mázon (2016)
- Il movente, regia di Manuel Martín Cuenca (2017)
- Escapada, regia di Sarah Hirtt (2017)
- Los Japon, regia di Álvaro Díaz Lorenzo (2019)
- La lista de los deseos, regia di Álvaro Díaz Lorenzo (2020)
- Non c'è due senza... (Donde caben dos), regia di Paco Caballero (2021)
- La piedad, regia di Eduardo Casanova (2022)
- El universo de Óliver, regia di Alexis Morante (2022)
- Historias para no contar, regia di Cesc Gay (2022)
- Cerrar los ojos, regia di Víctor Erice (2023)

### Serie TV
- SMS, sin miedo a soñar (2006-2007)
- Hospital Central (2007)
- Countdown (2007)
- La tira (2008-2010)
- Una bala para el rey (2009)
- Aída (2010-2011)
- Los Quién (2011)
- Con El culo al aire (2012-2014)
- Allí abajo (2015-2019)
- La casa de las flores (2019-2020)
- Cuerpo de élite (2018)
- Baci nell'aria ( Besos al aire) (2021)
- Heridas (2022)
- Mentiras Pasajeras (2023)
- Noche de chicas (2023)
- El hijo zurdo (2023)
- Asunta - serie TV, 6 episodi (2024)

## Doppiatrici italiane
Nelle versioni in italiano dei suoi film, María León è stata doppiata da:
- Federica De Bortoli ne Il movente, Asunta
- Daniela Calò in Non c'è due senza...
- Chiara Gioncardi in Baci nell'aria